# Cantone di Groix
Il Cantone di Groix era una divisione amministrativa dell'arrondissement di Lorient.
È stato soppresso a seguito della riforma complessiva dei cantoni del 2014, che è entrata in vigore con le elezioni dipartimentali del 2015.
Comprendeva il solo comune di Groix.